# 아르곤 (2017년 드라마)
《아르곤》은 2017년 9월 4일부터 2017년 9월 26일까지 방송된 tvN 월화 드라마이다. 이 한국 드라마는 극중에서 주간 탐사보도 프로그램의 제목으로 등장한다.
한편, 이 한국 드라마는 2017년 10월 30일에 갑작스럽게 당한 교통사고로 인해 별세한 배우 김주혁의 출연 작품 중 한국 드라마로는 마지막 작품이다.

## 기획 의도
가짜 뉴스가 범람하는 세상에서 오직 팩트를 통해 진실을 밝히고자 하는 열정적인 언론인들의 치열한 삶을 그려낸 드라마.

## 등장 인물

### 주요 인물
- 김주혁 : 김백진(42세) 역 - 기자 겸 앵커. 아르곤의 팀장
- 천우희 : 이연화(29세) 역 - HBC 계약직 기자. 아르곤의 막내

### 탐사보도팀 아르곤
- 박원상 : 신철(45세) 역 - 프로듀서. 고참 취재기자
- 신현빈 : 채수민(38세) 역 - 전담 변호사
- 박희본 : 육혜리(35세) 역 - 베테랑 구성작가
- 심지호 : 엄민호(35세) 역 - 경제 전문 기자
- 조현철 : 허종태(35세) 역 - 취재기자
- 지윤호 : 오승용(28세) 역 - 정보 IT 전문 기자
- 지일주 : 박남규(31세) 역 - 교육·환경 전문 기자
- 박민하 : 이진희(28세) 역 - 막내 작가
- 박철현 : 한봉길(20대 중반) 역 - AD

### HBC 사람들
- 이승준 : 유명호(42세) 역 - HBC 보도국장
- 이경영 : 최근화(56세) 역 - 뉴스9 메인 앵커 (특별출연)
- 김종수 : 소태섭(50대 후반) 역 - 보도본부장

### 주변 인물
- 류한비 : 김서우(15세) 역 - 김백진의 딸
- 이재균 : 왕중구(29세) 역 - 지방 시사주간지 기자

### 그 외 인물
- 배현경
- 강지원
- 김지성 : 김백진의 아내 문혜진 역
- 김상일
- 안현정
- 김우현
- 홍서준 : 미드타운 붕괴 유족협의회 대표 홍서준 역
- 박진후
- 신동훈
- 강학수
- 김재현
- 차종호 : 아지트주인장 역
- 김오복
- 조성현
- 이기상
- 윤희정
- 권대희
- 장나연
- 이용훈
- 장새론
- 민경수
- 김태욱
- 손제원
- 이남규
- 김가영
- 김태희
- 김수현
- 박규진
- 윤성준
- 양현민 : 전 해명시 도시계획위원장 양호중 역
- 손경원
- 정수인 : 연화 동기 기자 역
- 서영삼
- 이재수
- 인성호 : 미드타운 대표 서장혁 역
- 박세인 : 일식집 지배인 역
- 이두환
- 김두봉 : 선광일 역
- 서윤아 : 김희정 역 - 선광일의 아내
- 이동용 : 노숙자 역
- 김민채
- 전준우
- 전여진
- 오지영
- 민복기
- 김경일
- 유지연 : 경찰 역
- 김태랑
- 김병철
- 정희중
- 하민
- 박병욱
- 박수연 : 남연정 역
- 임용순
- 신신범
- 주동희
- 이승철
- 신승환
- 손상경
- 김주환
- 임재근
- 유지수
- 서광재
- 김주헌 : 안재근 역 - 섬영식품 연구원
- 노수산나 : 안재근의 아내 역
- 최배영 : 한수영 역 - 서장혁 비서
- 양말복
- 민대식
- 최범호
- 임지현
- 임지영
- 문기영
- 손인용
- 박선영
- 한여울 : 정민주 역
- 이재은
- 서단우
- 강정구
- 이서율
- 이재성
- 김미희
- 오유미
- 오승희
- 김종호
- 윤복성
- 박노식 : 윤덕수 역 - 미드타운 큰회장
- 배은우
- 최익준
- 이주영
- 박미나
- 박기선
- 최교식
- 김형기
- 신경은
- 주세화
- 조정문
- 지연
- 이택근
- 김기현
- 정연
- 손경원 : 홍보이사 역
- 김대국 : 아르곤팀 부조실 기술스탭 역
- 김성동 : 아르곤팀 부조실 기술스탭 역
- 정세현 : 아르곤팀 부조실 기술스탭 역

### 특별출연
- 이기영 : HBC 사장 역
- 나광훈 : 국토부 차관 김대섭 역
- 이재윤 : 검사 허훈 역
- 데이비드 맥기니스 : 로버트 윈스턴 역
- 남문철 : 대전고등검찰청 검사 차정국 역
- 최재웅 : 서울지검 검사 한기진 역

## 시청률
최저 시청률과 최고 시청률은 시청률 조사회사와 지역별로 시청률에 차이가 있을 수 있습니다.
| 2017년 | 2017년   | 2017년     | 2017년      |
| 회차   | 방송일   | AGB 시청률 | TNmS 시청률 |
| ------ | -------- | ---------- | ----------- |
| 제1회  | 9월 4일  | 2.500%     | 3.0%        |
| 제2회  | 9월 5일  | 2.869%     | 2.4%        |
| 제3회  | 9월 11일 | 2.588%     | 2.6%        |
| 제4회  | 9월 12일 | 2.411%     | 2.9%        |
| 제5회  | 9월 18일 | 2.602%     | 2.3%        |
| 제6회  | 9월 19일 | 3.068%     | 2.6%        |
| 제7회  | 9월 25일 | 2.786%     | 2.8%        |
| 제8회  | 9월 26일 | 2.761%     | 2.5%        |

## OST

### 파트 1
| #            | 제목                           | 작사              | 작곡         | 가수         | 재생 시간 |
| ------------ | ------------------------------ | ----------------- | ------------ | ------------ | --------- |
| 1.           | 〈달의 정류장 (Feat. 조원선)〉 | Liner, 미니(Mini) | Liner        | 티어라이너   | 4:49      |
| 2.           | 〈달의 정류장 (Inst.)〉        |                   | Liner        |              | 4:49      |
| 총 재생 시간 | 총 재생 시간                   | 총 재생 시간      | 총 재생 시간 | 총 재생 시간 | 9:38      |

### 파트 2
| #  | 제목                      | 작사        | 작곡  | 가수       | 재생 시간 |
| -- | ------------------------- | ----------- | ----- | ---------- | --------- |
| 1. | 〈청춘위로 (Feat. 오왠)〉 | MINI, Liner | Liner | 티어라이너 |           |
| 2. | 〈청춘위로 (Inst.)〉      |             | Liner |            |           |